# 朱世能
朱世能（1936年3月—2015年3月），中国肿瘤医学家，病理学家。

## 经历
1936年3月出生。1957年毕业于上海第一医学院（现复旦大学上海医学院）医疗系。上海医学院教授。曾任上海医学院（当时改名为上海医科大学）副校长。
他长期担任上海医学院病理系教学、科研和医疗工作。主要从事肝脏病理和肿瘤病理研究工作。1980、1981年为美国哈佛大学公共卫生学院肿瘤生物系访问学者。
2000年后，朱世能曾经和石美鑫等众多上医师生校友一道，为上海医学院正名。
研究方向主要研究肝脏病理和肿瘤病理，重点是丙型肝炎病毒与肝细胞关系。

## 著作
著有《肿瘤基础理论》等。